# Kirche Holzendorf (Groß Miltzow)

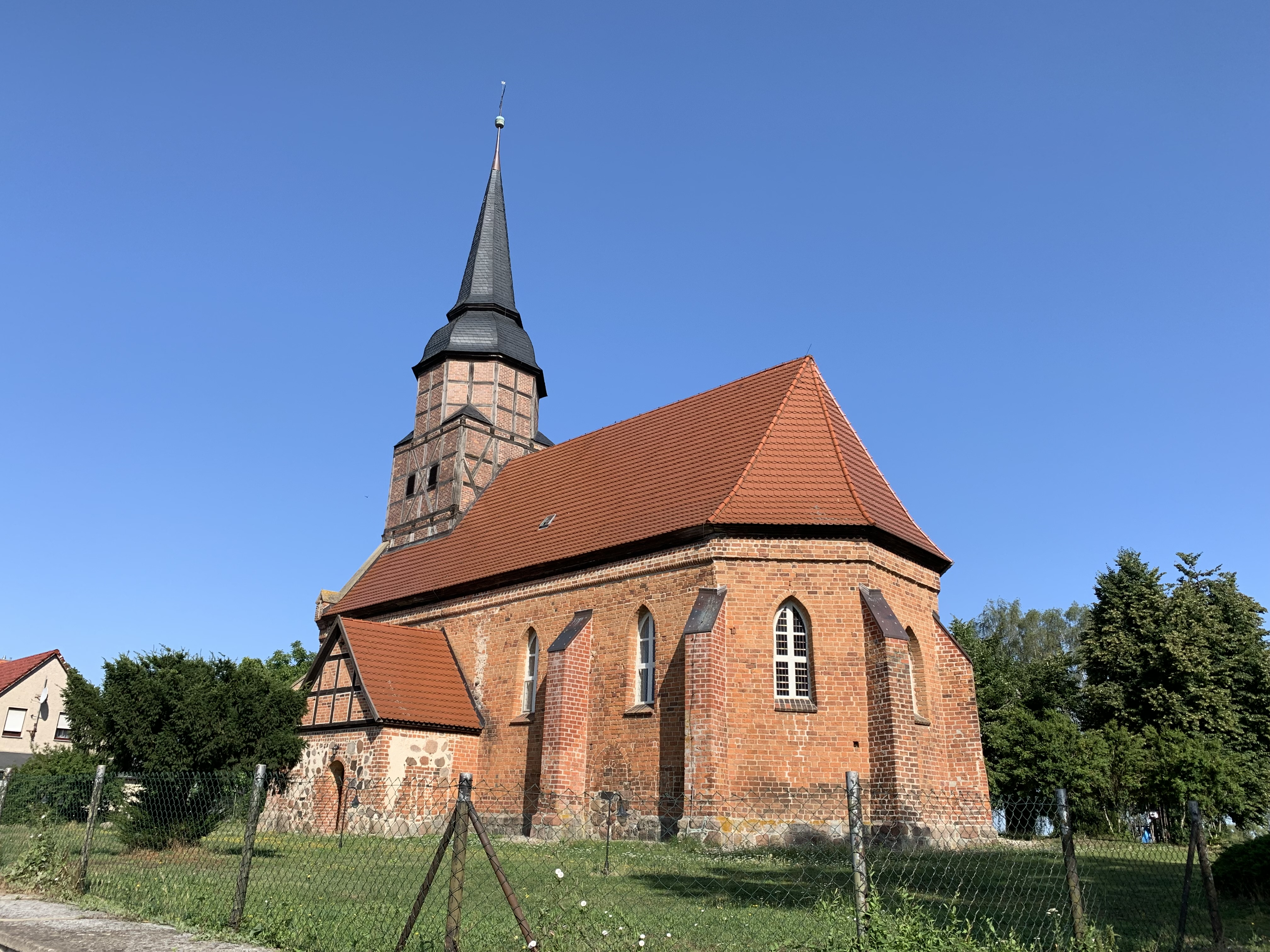
Kirche Holzendorf

Die evangelische Kirche Holzendorf ist eine gotische Saalkirche in Holzendorf, einem Ortsteil der Gemeinde Groß Miltzow im Landkreis Mecklenburgische Seenplatte im Land Mecklenburg-Vorpommern. Die Kirchengemeinde gehört zur Propstei Neustrelitz im Kirchenkreis Mecklenburg der Evangelisch-Lutherischen Kirche in Norddeutschland.

## Lage
Die Hauptstraße führt von Norden kommend in südlicher Richtung in den Ort. Von Westen kreuzt die Schulstraße, die als Kirchstraße in östlicher Richtung aus dem Ort führt. Die Kirche steht nördlich dieser Straße auf einem leicht erhöhten Grundstück, das mit einer Mauer aus unbehauenen und nicht lagig geschichteten Feldsteinen sowie einem darauf errichteten Zaun eingefriedet ist.

## Geschichte
Dendrochronologische Untersuchungen ergaben, dass das Holz für den Sakralbau in den Jahren 1306 und 1307 geschlagen wurde. Es ist daher anzunehmen, dass die Kirche Anfang des 14. Jahrhunderts errichtet wurde. Die Kirchengemeinde selbst gibt auf einer Tafel am Bauwerk an, dass sie Anfang des 15. Jahrhunderts errichtet wurde, gibt aber als Entstehungszeitraum für die Westwand das 13. Jahrhundert an. Es ist daher denkbar, dass es ab dem 13. Jahrhundert eventuell einen Vorgängerbau gab, der umgebaut oder erweitert wurde. Als sicher gilt, dass in dieser Zeit auf der Nordseite eine Sakristei hinzukam. In der Mitte des 18. Jahrhunderts errichteten Handwerker einen Kirchturm. In den Jahren 1995 und 1996 sanierte die Kirchengemeinde das Bauwerk und ließ im westlichen Joch sowie unter der Westempore eine Winterkirche einrichten, die auch als Gemeindezentrum genutzt wird.

## Baubeschreibung

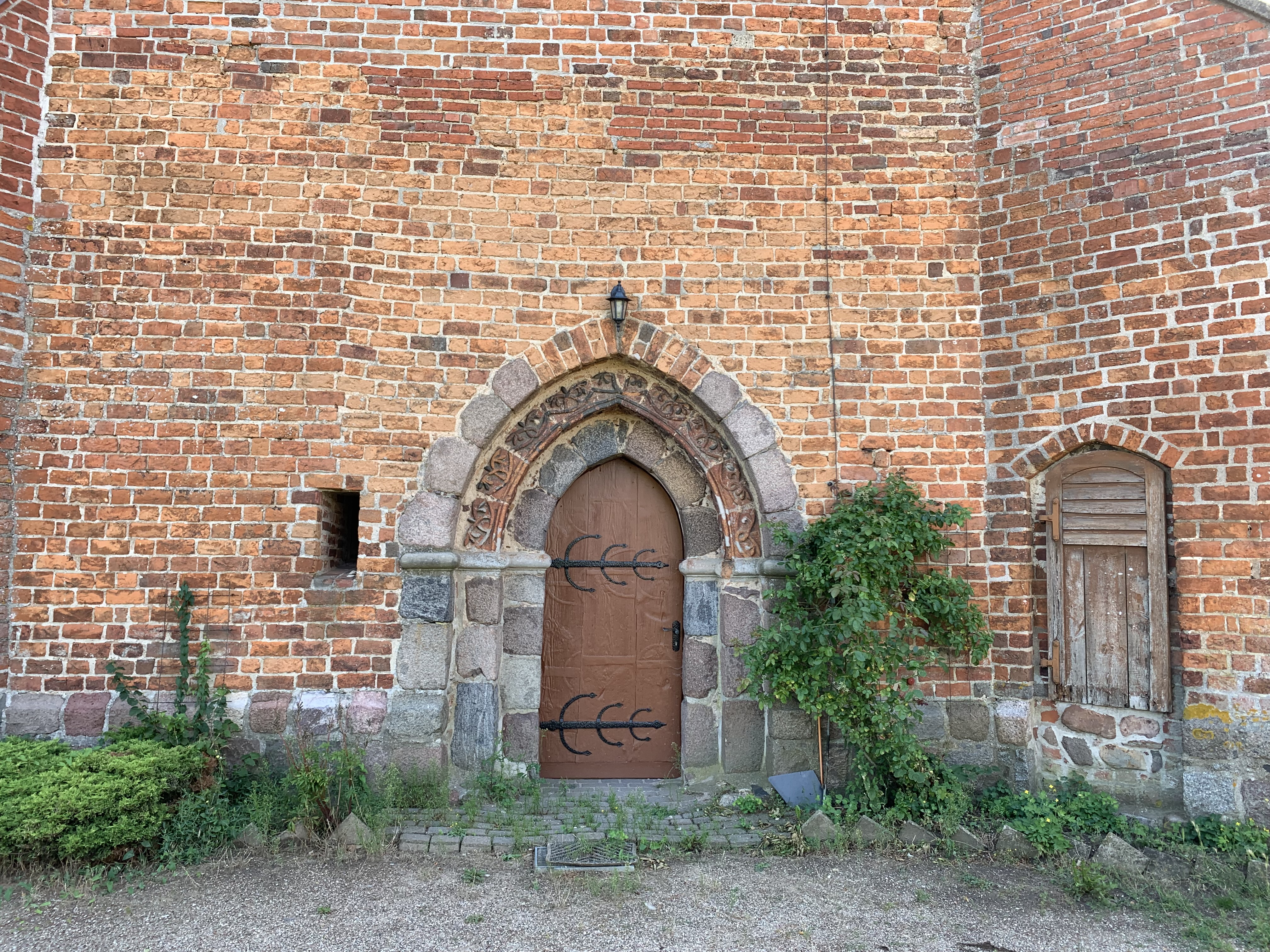
Westportal

Das Bauwerk wurde im Wesentlichen aus rötlichem Mauerstein auf einem umlaufenden Sockel aus behauenen und lagig geschichteten Feldsteinen errichtet. Der Chor ist nicht eingezogen und polygonal. Seine Ecken werden durch seitlich angeordnete Strebepfeiler gestützt, die fast bis zur Höhe der Dachtraufe reichen. In den drei Feldern ist je ein großes Spitzbogenfenster.
An der Nordseite des Kirchenschiffs befindet sich in Höhe des Chors eine Sakristei, die durch ein Schleppdach optisch in das Bauwerk integriert wurde. In der Ostwand ist im Bereich des Giebels eine kleine und hochrechteckige Öffnung. Dort sind Ausbesserungsarbeiten erkennbar, bei denen das Mauerwerk durch Feldstein ergänzt wurde. Die Nordwand der Sakristei ist geschlossen, jedoch sind auch hier zu einem späteren Zeitpunkt Feldsteine eingefügt worden. Der Zugang erfolgt von Westen her über eine gedrückt segmentbogenförmige Pforte. Darüber ist im Giebel eine weitere Pforte. An der verbleibenden Nordwand sind drei weitere Spitzbogenfenster sowie zwei Strebepfeiler. Untersuchungen zeigten, dass das Bauwerk ursprünglich vier Joch lang werden sollte. Im Bereich des Kirchturms werden diese durch zwei kleine und hochrechteckige Fenster ergänzt, die unterhalb der übrigen Öffnungen angebracht wurden. An der Südseite befindet sich ebenfalls ein Anbau. Er stammt vermutlich aus dem Anfang des 16. Jahrhunderts, hat einen rechteckigen Grundriss und kann von Süden her betreten werden. Darüber ist ein Giebel, der aus Fachwerk erstellt wurde. An der Ostseite des Anbaus gab es zu einer früheren Zeit eine Öffnung, die mit Mauersteinen sowie wenigen Feldsteinen zugesetzt wurde. Teile davon sind verputzt. Ähnlich zeigt sich auch die Westseite des Anbaus. Unterhalb des Turmfensters sind ebenfalls zwei kleine, hochrechteckige Fenster.
Die Westwand zeigt sich massiv mit einem großen, dreifach getreppten Spitzbogenportal. Es hat ein auffälliges, ornamentales Relief aus Terrakottaplatten an seinem oberen Gewände. Südlich hiervon ist in einem vorgezogenen Anbau eine kleine hölzerne Pforte. Aus dem schlichten Satteldach erhebt sich der Westturm. Er wurde ebenfalls aus Fachwerk errichtet, das Gefach mit rötlichen Mauersteinen erstellt. Die mächtigen, an den Ecken des Bauwerks angeordneten Strebepfeiler lassen vermuten, dass ursprünglich eine andere Konstruktion geplant wurde. Im unteren Bereich sind an jeder Seite zwei kleine und hochrechteckige Klangarkaden. Darüber ist ein achteckiger Fachwerkaufsatz, der in die barocke Turmhaube mit einem spitzen Turmhelm übergeht. Er schließt mit Turmkugel und Wetterfahne ab.

## Ausstattung
Das Altarretabel stammt aus der Zeit um 1730 und besteht aus einer klassischen lutherischen Abfolge. Es zeigt in der Predella das Abendmahl Jesu und im Altarblatt eine plastische Darstellung der Kreuzigung Christi. Begleitet wird das Hauptmotiv von Fides und Caritas sowie zwei marmorierten Säulen. Oberhalb ist in einem Gemälde die Grablegung, darüber im Giebel Christus triumphans zu sehen. Seitlich ließen die Stifter ihre Wappen anbringen. Die Kanzel ist in den Formen der Spätrenaissance gehalten und wurde in der zweiten Hälfte des 17. Jahrhunderts geschaffen. Oberhalb ist ein Schalldeckel mit einer Figur Moses.
Zur weiteren Kirchenausstattung gehört ein schmiedeeisernes Rankengitter mit Allianzwappen aus dem Jahr 1721, das ursprünglich den Zugang zur Gruft vom übrigen Kirchenraum abtrennte. Ein hölzernes Epitaph erinnert an den 1723 verstorbenen Ulrich Otto von Dewitz. Es zeigt den Kirchenpatron mit Adelsprobe, Fahnen und Trophäen. Oberhalb ist ein Baldachin angebracht, auf dem weitere Wappen, sowie ein Engel mit Posaune und weitere allegorische Figuren abgebildet sind. An der Westempore sind insgesamt zwölf Gemälde angebracht, die Psalmen und Sprüche von Propheten wiedergeben. Sie entstanden vermutlich Anfang des 18. Jahrhunderts. Am südlichen Portal sind Beschläge aus dem 15. Jahrhundert erhalten geblieben. Der Innenraum ist flach gedeckt.